# Nuoto ai campionati mondiali di nuoto 2024 - 50 metri dorso maschili
La gara degli 50 metri dorso maschili dei campionati mondiali di nuoto 2024 si è svolta il 17 e 18 febbraio 2024 presso l'Aspire Dome di Doha.

## Podio
| Pos.    | Atleta           | Nazione     |
| ------- | ---------------- | ----------- |
| Oro     | Isaac Cooper     | Australia   |
| Argento | Hunter Armstrong | Stati Uniti |
| Bronzo  | Ksawery Masiuk   | Polonia     |

## Record
Prima della manifestazione il record del mondo (RM) e il record dei campionati (RC) erano i seguenti.
|  | 23"55 | Kliment Kolesnikov | 27 luglio 2023 Kazan' |
|  | 24"04 | Liam Tancock       | 2 agosto 2009 Roma    |

Durante la competizione non sono stati migliorati record.

## Programma
| Data             | Ora (UTC+3) | Turno      |
| ---------------- | ----------- | ---------- |
| 17 febbraio 2024 | 9:57        | Batterie   |
| 17 febbraio 2024 | 20:06       | Semifinali |
| 18 febbraio 2024 | 19:02       | Finale     |

## Risultati

### Batterie
| Pos. | Batteria | Corsia | Atleta                                 | Nazionalità               | Tempo        | Note |
| ---- | -------- | ------ | -------------------------------------- | ------------------------- | ------------ | ---- |
| 1    | 5        | 5      | Ksawery Masiuk                         | Polonia                   | 24"58        | Q    |
| 1    | 5        | 4      | Hunter Armstrong                       | Stati Uniti               | 24"66        | Q    |
| 3    | 3        | 7      | Hugo González de Oliveira              | Spagna                    | 24"72        | Q    |
| 4    | 3        | 4      | Isaac Cooper                           | Australia                 | 24"75        | Q    |
| 4    | 4        | 4      | Pieter Coetze                          | Sudafrica                 | 24"75        | Q    |
| 6    | 4        | 5      | Michael Andrew                         | Stati Uniti               | 24"82        | Q    |
| 7    | 5        | 6      | Michele Lamberti                       | Italia                    | 24"88        | Q    |
| 8    | 5        | 3      | Ole Braunschweig                       | Germania                  | 24"94        | Q    |
| 9    | 5        | 7      | Yoon Ji-hwan                           | Corea del Sud             | 25"01        | Q    |
| 10   | 3        | 2      | Ulises Saravia                         | Argentina                 | 25"02        | Q    |
| 11   | 3        | 5      | Apostolos Christou                     | Grecia                    | 25"03        | Q    |
| 12   | 4        | 7      | Björn Seeliger                         | Svezia                    | 25"10        | Q    |
| 13   | 4        | 3      | Miroslav Knedla                        | Rep. Ceca                 | 25"14        | Q    |
| 14   | 5        | 8      | Adrian Santos                          | Spagna                    | 25"15        | Q    |
| 15   | 3        | 3      | Andrew Jeffcoat                        | Nuova Zelanda             | 25"16        | Q    |
| 16   | 3        | 1      | Eyaggelos Makrygiannis                 | Grecia                    | 25"18        | Q    |
| 17   | 3        | 6      | Javier Acevedo                         | Canada                    | 25"28        |      |
| 18   | 4        | 1      | Bradley Woodward                       | Australia                 | 25"41        |      |
| 19   | 2        | 4      | Ádám Jászó                             | Ungheria                  | 25"43        |      |
| 20   | 5        | 2      | Oleksandr Zheltyakov                   | Ucraina                   | 25"60        |      |
| 21   | 5        | 1      | Lamar Taylor                           | Bahamas                   | 25"80        |      |
| 22   | 2        | 7      | Dimuth Peiris                          | Sri Lanka                 | 25"86        |      |
| 23   | 5        | 0      | Jerard Jacinto                         | Filippine                 | 25"92        |      |
| 24   | 5        | 9      | Diego Camacho                          | Messico                   | 25"97        |      |
| 25   | 3        | 9      | Dino Hasibović                         | Bosnia ed Erzegovina      | 26"06        |      |
| 25   | 4        | 8      | I Gede Siman Sudartawa                 | Indonesia                 | 26"06        |      |
| 27   | 2        | 6      | Ģirts Feldbergs                        | Lettonia                  | 26"08        |      |
| 28   | 3        | 8      | Yeziel Morales                         | Porto Rico                | 26"17        |      |
| 29   | 2        | 3      | Kaloyan Levterov                       | Bulgaria                  | 26"25        |      |
| 29   | 2        | 8      | Merdan Ataýew                          | Turkmenistan              | 26"25        |      |
| 31   | 4        | 9      | Bernhard Reitshammer                   | Austria                   | 26"33        |      |
| 32   | 4        | 6      | Andrei-Mircea Anghel                   | Romania                   | 26"36        |      |
| 33   | 2        | 2      | Xu Yifan                               | Cina                      | 26"37        |      |
| 34   | 2        | 5      | Filippos Iakovidis                     | Cipro                     | 26"43        |      |
| 35   | 4        | 0      | Charles Hockin                         | Paraguay                  | 26"45        |      |
| 36   | 2        | 9      | Erkhes Enkhtur                         | Mongolia                  | 26"72        |      |
| 37   | 2        | 1      | Lau Shiu Yue                           | Hong Kong                 | 26"74        |      |
| 38   | 1        | 4      | Guido Montero                          | Costa Rica                | 27"71        |      |
| 39   | 1        | 5      | Oscar Peyre                            | Ruanda                    | 27"79        |      |
| 40   | 2        | 0      | Antoine De Lapparent                   | Cambogia                  | 27"93        |      |
| 41   | 1        | 6      | Tajhari Williams                       | Turks e Caicos            | 28"78        |      |
| 42   | 1        | 3      | Hasan Al-Zinkee                        | Iraq                      | 28"97        |      |
| 43   | 1        | 1      | Brandon George                         | Saint Vincent e Grenadine | 29"16        |      |
| 44   | 1        | 2      | Giorgio Armani Nguichie Kamseu Kamogne | Camerun                   | 33"95        |      |
| DNS  | 1        | 7      | Ibrahim Kamara                         | Sierra Leone              | Non partito  |      |
| DNS  | 1        | 8      | Yousef Al-Khulaifi                     | Qatar                     | Non partito  |      |
| DNS  | 4        | 2      | Conor Ferguson                         | Irlanda                   | Non partito  |      |
| DSQ  | 3        | 0      | Mantas Kauspedas                       | Lituania                  | Squalificato |      |

### Semifinali
| Pos. | Batteria | Corsia | Atleta                    | Nazionalità   | Tempo | Note |
| ---- | -------- | ------ | ------------------------- | ------------- | ----- | ---- |
| 1    | 1        | 5      | Isaac Cooper              | Australia     | 24"12 | Q    |
| 2    | 1        | 4      | Hunter Armstrong          | Stati Uniti   | 24"43 | Q    |
| 3    | 2        | 3      | Pieter Coetze             | Sudafrica     | 24"46 | Q    |
| 3    | 2        | 4      | Ksawery Masiuk            | Polonia       | 24"46 | Q    |
| 5    | 2        | 5      | Hugo González de Oliveira | Spagna        | 24"60 | Q    |
| 6    | 2        | 6      | Michele Lamberti          | Italia        | 24"68 | Q    |
| 7    | 1        | 3      | Michael Andrew            | Stati Uniti   | 24"70 | Q    |
| 8    | 1        | 6      | Ole Braunschweig          | Germania      | 24"74 | Q    |
| 9    | 1        | 8      | Eyaggelos Makrygiannis    | Grecia        | 24"84 |      |
| 10   | 2        | 8      | Andrew Jeffcoat           | Nuova Zelanda | 24"88 |      |
| 11   | 2        | 7      | Apostolos Christou        | Grecia        | 25"01 |      |
| 12   | 2        | 1      | Miroslav Knedla           | Rep. Ceca     | 25"06 |      |
| 13   | 1        | 1      | Adrian Santos             | Spagna        | 25"09 |      |
| 14   | 1        | 7      | Björn Seeliger            | Svezia        | 25"10 |      |
| 15   | 1        | 2      | Ulises Saravia            | Argentina     | 25"13 |      |
| 16   | 2        | 2      | Yoon Ji-hwan              | Corea del Sud | 25"14 |      |

### Finale
| Pos. | Corsia | Atleta                    | Nazionalità | Tempo | Note |
| ---- | ------ | ------------------------- | ----------- | ----- | ---- |
|      | 4      | Isaac Cooper              | Australia   | 24"13 |      |
|      | 5      | Hunter Armstrong          | Stati Uniti | 24"33 |      |
|      | 6      | Ksawery Masiuk            | Polonia     | 24"44 | =    |
| 4    | 3      | Pieter Coetze             | Sudafrica   | 24"59 |      |
| 5    | 8      | Ole Braunschweig          | Germania    | 24"74 |      |
| 6    | 2      | Hugo González de Oliveira | Spagna      | 24"77 |      |
| 7    | 7      | Michele Lamberti          | Italia      | 24"82 |      |
| 8    | 1      | Michael Andrew            | Stati Uniti | 24"86 |      |